# 村上格一
村上 格一（むらかみ かくいち、文久2年11月1日（1862年12月21日） - 昭和2年（1927年）11月15日）は、日本の海軍軍人。海軍大将。清浦内閣の海軍大臣。佐賀県出身。幼名は袈裟之助（けさのすけ）。養子に海軍少将・村上暢之助。また実娘は海軍少将・横井忠雄と結婚している。

## 来歴
佐賀藩士、村上有竹の長男。地方官となった父の任地に移り栃木県医学校予科を卒業。攻玉社を経て、明治17年（1884年）に海軍兵学校を26人中次席で卒業（11期生）。同期で大将昇進を果たしたのは村上のみである。明治26年（1893年）に防護巡洋艦「吉野」の回航委員としてイギリスに出張、同艦水雷長となり日清戦争に出征した。その後、明治28年（1895年）3月から3か月間、西郷従道海軍大臣の下で秘書官兼副官を経て、同30年（1897年）にフランスへ留学する。同地で駐在するかたわら、伝書鳩に関心を持ち、研究した。明治33年（1900年）に帰朝、以後常備艦隊参謀、横須賀鎮守府副官、同参謀、戦艦「鎮遠」副長を歴任。
明治36年（1903年）に巡洋艦「千代田」艦長となる。この千代田で日露戦争開戦直前の仁川港に入り、港内に投錨するロシア巡洋艦「ヴァリャーグ」の動向を探るとともに、同地の邦人居留民保護に従事した。陽気に酒を振舞い和やかに談笑する村上に、居留民たちは絶大な信頼感を抱いた。宣戦が布告され、いよいよ仁川沖海戦が始まろうという日の前夜に、村上はロシア艦に発見されることなく千代田を抜錨して港外に逃れ、瓜生外吉司令官率いる攻撃艦隊に「ヴァリャーグ」の最新情報を届けている。日本海海戦では装甲巡洋艦「吾妻」艦長として参戦し、第二艦隊司令部の独断に従って敵艦隊の撃滅に成功している。
その後、明治41年（1908年）に海軍少将へ進級、同時に海軍教育本部の二課部長を兼任、さらに翌年には兵器開発の推進機関である海軍艦政本部第一部長も兼ねて一人二役を務めた。艦政本部第一部長時代には、村上の伝記に必ず取り上げられる逸話がある。巡洋戦艦「金剛」の建造をイギリスに依頼するにあたり、村上は口径14インチ主砲の採用を強硬に求めた。まだ戦艦主砲の口径が12インチだった当時、未知の領域だった14インチ主砲に手を出すことは無謀と思われた。しかし村上の主張は大正解で、1910年代の列国の戦艦主砲はことごとく14インチになっていた。大正元年（1912年）、海軍中将に進級し呉海軍工廠長となるが、シーメンス事件の旋風が吹き始めると艦政本部で「金剛」の建造に深く関与した村上にも疑惑の目が向けられた。その真偽を確かめるために軍令部第一班長の秋山真之少将が村上の元へ遣わされた。官舎で秋山を迎えた村上はおもむろに自身の預金通帳を差し出すと、「私の全財産はこれだけです。どうぞご覧ください」と言った。これには秋山もたまらず、通帳を開けずにそのまま村上に返すと自らの非礼を詫びて号泣した。こうして村上は不問に伏されることとなり、その年の5月より1年半にわたって艦政本部長を務める。主力戦艦の計画、偵察巡洋艦の流行、航空機の採用など、第一次世界大戦を契機に起こった兵器革命に対応すべく、技術開発面の総指揮を執った。
大正4年（1915年）12月には第一次世界大戦に対応した臨戦編制において、南方に進出した第二艦隊の留守部隊として第三次 第三艦隊が新編され、村上はその初代司令長官に親補される。技官として、また軍政官として活躍してきた村上にとってはこれが唯一の現場指揮官となった。留守部隊であるだけに第三艦隊には大戦の前半においてはあまり目立つ動きがなかった。ところが皮肉なことに、大正6年（1917年）4月に村上が司令長官を退任するやたちまちロシア革命が勃発、第三艦隊はシベリア出兵などソビエト連邦を東側から封じ込める作戦で活躍し、沿海州方面での主力部隊となっている。
1年半の長官生活を終えると軍政に復帰し、教育本部長となった。在任中に村上は、海軍の教育本部を陸軍の教育総監部のように海軍の教育機関すべてを管掌する組織に改編しようと画策した。その一部が実現したのは村上が本部長を退任してから半年後のことで、海軍経理学校と海軍軍医学校の直轄化が達成された。
この間、大正7年（1918年）7月2日に村上は海軍大将に進級した。かつて新政府海軍が発足した頃、海軍では佐賀藩出身者が薩摩藩出身者を凌駕するほどの存在だったが、その後海軍が薩摩閥の牙城となるにつれ肥前派の士官はことごとく大将昇進を目前に海軍を去ることとなった。そうした中で村上は佐賀県人待望の海軍大将第一号であり、その後百武三郎・安保清種・百武源吾・吉田善吾・古賀峯一と続く海軍大将の嚆矢となった。
こののち呉鎮守府指令長官を経て軍事参議官となり、待命間近と思われた矢先の大正13年（1924年）1月、財部彪前海軍大臣から後任に指名されて村上は清浦内閣の海軍大臣として入閣する。しかし陸海軍大臣を除くすべての閣僚を有爵者と貴族院議員で充てた清浦内閣は「特権内閣」だとして批判され、護憲三派による非難轟々の嵐にうたれて5か月で瓦解。村上は大臣としての手腕を発揮する機会もなく、海軍省を再び財部に託して表舞台から去っていった。
その後軍事参議官を半年務めたのち、体調不良もあって予備役編入となった。昭和2年（1927年）11月15日死去、満65歳。従二位が贈位された。

## 人物
数学に強く、技術に関して強い関心を持ち続けた。記憶力が良く、晩年の療養中に蓄音機に関心を持つと、レコードごとに一番良く聞こえる回転数を調べてこまめに記録していたという逸話が伝えられている。

## 栄典・授章・授賞
位階
- 1887年（明治20年）3月25日 - 正八位[1]
- 1891年（明治24年）12月16日 - 従七位[2]
- 1897年（明治30年）3月1日 - 従六位[3]
- 1898年（明治31年）10月31日 - 正六位[4]
- 1903年（明治36年）12月19日 - 従五位[5]
- 1908年（明治41年）12月11日 - 正五位[6]
- 1912年（大正元年）12月28日 - 従四位[7]
- 1916年（大正5年）1月31日 - 正四位[8]
- 1918年（大正7年）7月31日 - 従三位[9]
- 1921年（大正10年）8月20日 - 正三位[10]
- 1925年（大正14年）2月16日 - 従二位[11]

勲章等
| 受章年                     | 略綬 | 勲章名                 | 備考 |
| -------------------------- | ---- | ---------------------- | ---- |
| 1895年（明治28年）11月18日 |      | 単光旭日章             |      |
| 1895年（明治28年）11月18日 |      | 功五級金鵄勲章         |      |
| 1895年（明治28年）11月18日 |      | 明治二十七八年従軍記章 |      |
| 1900年（明治33年）5月31日  |      | 勲五等瑞宝章           |      |
| 1902年（明治35年）5月10日  |      | 明治三十三年従軍記章   |      |
| 1904年（明治37年）5月27日  |      | 勲四等瑞宝章           |      |
| 1906年（明治39年）4月1日   |      | 功三級金鵄勲章         |      |
| 1906年（明治39年）4月1日   |      | 勲三等旭日中綬章       |      |
| 1906年（明治39年）4月1日   |      | 明治三十七八年従軍記章 |      |
| 1914年（大正3年）11月30日  |      | 勲二等瑞宝章           |      |
| 1915年（大正4年）11月7日   |      | 勲一等旭日大綬章       |      |
| 1915年（大正4年）11月7日   |      | 大正三四年従軍記章     |      |
| 1915年（大正4年）11月10日  |      | 大礼記念章（大正）     |      |
| 1920年（大正9年）11月1日   |      | 戦捷記章               |      |
| 1921年（大正10年）7月1日   |      | 第一回国勢調査記念章   |      |
| 1927年（昭和2年）11月15日  |      | 帝都復興記念章         |      |
| 1927年（昭和2年）11月15日  |      | 勲一等旭日桐花大綬章   |      |

外国勲章佩用允許
| 受章年                    | 国籍           | 略綬 | 勲章名                           | 備考 |
| ------------------------- | -------------- | ---- | -------------------------------- | ---- |
| 1901年（明治34年）4月5日  | フランス共和国 |      | レジオンドヌール勲章シュヴァリエ |      |
| 1907年（明治40年）11月6日 | イタリア王国   |      | 王冠第二等勲章                   |      |
| 1916年（大正5年）1月22日  | ロシア帝国     |      | 神聖アンナ第一等勲章             |      |